# فابيان غوتليب فون بيلينغسهاوزن
فابيان غوتليب ثاديوس فون بيلينغسهاوزن (20 سبتمبر [بالتاريخ القديم 9 سبتمبر] 1778 - 25 يناير [بالتاريخ القديم 13 يناير] 1852؛ بالألمانية: Fabian Gottlieb Thaddeus von Bellingshausen، بالروسية: Фаддей Фаддеевич Беллинсгаузен، فادي فاديفيتش بيلينسغاوزن)، وهو ضابط ورسام خرائط ومستكشف روسي من ألمان البلطيق خدم في البحرية الإمبراطورية الروسية، وترقى في نهاية المطاف إلى رتبة أميرال. وقد شارك في أول رحلة روسية حول العالم، وأصبح فيما بعد قائدا لبعثة أخرى والتي اكتشفت القارة القطبية الجنوبية.
بدأ بيلينغسهاوزن خدمته في أسطول بحر البلطيق، ثم انضم إلى أول رحلة روسية حول الأرض بين عامي 1803-1806، وخدم على السفينة التجارية ناديجدا تحت قيادة آدم يوهان فون كروسنسترن. نشر بعد الرحلة مجموعة من الخرائط للمناطق والجزر المستكشفة حديثا في المحيط الهادئ. وقاد لاحق عدة سفن من أسطول البلطيق وأسطول البحر الأسود.
كان بيلينغسهاوزن خبيرا برسم الخرائط، وتم تعيين لقيادة الرحلة الروسية حول العالم في 1819-1821، والتي هدفت إلى استكشاف المحيط الجنوبي وإيجاد الأراضي القريبة من القطب الجنوبي. أعد ميخائيل لازاريف الحملة وأصبح مساعد بيلينغسهاوزن وقائد سفينة ميرني، في حين أن بيلينغسهاوزن نفسه قاد سفينة فوستوك. خلال هذه الحملة أصبح بيلينغسهاوزن ولازاريف أول المستكشفين يرون أرض أنتاركتيكا في 27 يناير 1820 (التاريخ الجديد). وداروا حول القارة مرتين ولم يضيع أحدهم الآخر. وهكذا دحضوا تأكيد الكابتن كوك بأنه من المستحيل العثور على أرض في حقول الجليد الجنوبية. اكتشفت البعثة عدة مناطق وأسمتها جزيرة بطرس الأول، جزيرة زافودوفسكي، جزيرة ليسكوف، جزر فيسوكوي وشبه الجزيرة القطبية الجنوبية وجزيرة ألكسندر (ساحل ألكسندر)، واكتشفت مناطق أخرى في المياه الاستوائية في المحيط الهادئ.
ترقى بيلينغسهاوزن لرتبة عميد بحري عند عودته، وشارك في الحرب الروسية التركية بين عامي 1828-1829. وترقى إلى رتبة لواء بحري، وعمل مرة أخرى في أسطول البلطيق في عقد 1830، وتم تعيينه حاكما عسكريا على كرنشتات في عام 1839 حيث توفي هناك. وفي عام 1831 نشر كتابا عن رحلاته في القطب الجنوبي، وكان بعنوان التحقيق المزدوج عن المحيط القطبي الجنوبي والرحلة في جميع أنحاء العالم (Двукратные изыскания в южнополярном океане и плавание вокруг света). يتذكره الروس باعتباره أحد أعظم الأميرالات والمستكشفين. سميت عليه عدة معالم ومواقع جغرافية في القطب الجنوبي، وهي تكرم دوره في استكشاف المنطقة القطبية الجنوبية.

## روابط خارجية
- فابيان غوتليب فون بيلينغسهاوزن على موقع الموسوعة البريطانية (الإنجليزية)